# ウエンツ☆修一
ウエンツ☆修一（ウエンツ しゅういち、1982年8月2日 - ）は、日本の男性キックボクサー。本名は石村 修一（いしむら しゅういち）。山口県徳山市出身。スクランブル渋谷所属。元J-NETWORKスーパーフライ級王者。
リングネームの由来は、キャラクターがウエンツ瑛士に似ているという理由からであり、名付け親は同ジム所属の増田博正である。

## 来歴
高校では陸上競技を経験。高校卒業後に調理師となり、その傍ら総合格闘技の練習をするためにスクランブル渋谷の一般クラスに入門。練習するうちにキックボクシングに集中するようになった。
2006年9月3日、R.I.S.E.のアマチュア大会「KAMINARIMON CLIMAX '06」55kg級で優勝を果たした。
2006年10月8日、全日本キックボクシング連盟でプロデビューし、塚原健に3-0の判定勝ち。この試合は本名の石村修一で出場した。2006年11月26日の2戦目からはウエンツ☆修一に改名した。
2007年10月6日、全日本キックボクシング連盟で菊地慧と対戦し、左肘打ちでKO勝ち。初のKO勝ちを収めるとともにデビュー以来6連勝となった。
2007年11月18日、全日本キックボクシング連盟で寺戸伸近と対戦し、左ローキックでKO負け。7戦目での初黒星となった。
2008年2月29日、初参戦となったJ-NETWORKのスーパーフライ級次期挑戦者決定トーナメント準決勝で魂叶獅に3-0の判定勝ち。6月1日の決勝では割澤誠と対戦し、割澤が右脛を負傷しドクターストップとなりTKO勝ちで王者・KENTへの挑戦権を獲得した。
2008年10月3日、王者・KENTが防衛戦を行なうことができなくなったためにJ-NETWORKスーパーフライ級暫定王座認定戦として上谷晃平と対戦し、左ストレートでKO勝ちで暫定王座を獲得。その後、11月30日付けでKENTが王座を返上したため、正規王者に認定された。
2009年6月21日、M-1スーパーフライ級王座決定戦で関正隆と対戦し、0-3の判定負けで王座獲得はならなかった。
2010年1月23日、REBELS旗揚げ戦で一戸総太と対戦し、0-3の判定負け。この試合は通常よりも1階級上のバンタム級契約で行なわれた。
2010年5月8日、タイのルンピニー・スタジアムでマンコンダム・シットワンルニーと対戦し、右ローキックでKO勝ち。リングネームはユーテンジ・ウエンツであった。
2010年8月22日、J-NETWORKスーパーフライ級タイトルマッチでTO-MA（闘魔）の挑戦を受け、0-3の判定負けで王座から陥落した。
2011年1月23日、REBELS.6で行なわれたWPMF日本スーパーフライ級王座決定戦で闘魔と再戦し、0-3の判定負けで王座獲得はならなかった。
2011年4月24日、REBELS.7で行なわれたWPMF日本フライ級王座決定トーナメント準決勝で優希と対戦し1-1のドロー判定。公式記録ではドローだがトーナメントのためマスト判定により1-2の判定負けを喫した。
2011年8月21日、闘魔がタイトル返上した事によりランキング2位の優希とJ-NETWORKスーパーフライ級王座決定戦が行われた。序盤からパンチで攻め込まれ終盤に首相撲で盛り返すも0-2の判定負けを喫し王座復帰に至らなかった。

## 戦績

### プロキックボクシング
| キックボクシング 戦績 | キックボクシング 戦績 | キックボクシング 戦績 | キックボクシング 戦績 | キックボクシング 戦績 | キックボクシング 戦績 | キックボクシング 戦績 |
| --------------------- | --------------------- | --------------------- | --------------------- | --------------------- | --------------------- | --------------------- |
| 22 試合               | (T)KO                 | 判定                  | その他                | 引き分け              | 無効試合              |                       |
| 14 勝                 | 5                     | 9                     | 0                     | 1                     | 0                     |                       |
| 7 敗                  | 1                     | 6                     | 0                     | 1                     | 0                     |                       |

| 勝敗 | 対戦相手                       | 試合結果                                  | 大会名                                                                                             | 開催年月日     |
| ×    | ロミー・アダンザ               | 5R終了 判定0-3                            | In Syng Production「World Championship Muaythai」                                                  | 2011年9月24日  |
| ×    | 優希                           | 5R終了 判定0-2                            | J-NETWORK「TIME to CHANGE the KICK by J-SPIRIT 4th」 【J-NETWORKスーパーフライ級王座決定戦】       | 2011年8月21日  |
| △    | 優希                           | 5R終了 判定1-1                            | REBELS.7 【WPMF日本フライ級王座決定トーナメント準決勝】                                            | 2011年4月24日  |
| ×    | 闘魔                           | 5R終了 判定0-3                            | REBELS.6 【WPMF日本スーパーフライ級王座決定戦】                                                    | 2011年1月23日  |
| ×    | TO-MA                          | 5R終了 判定0-3                            | J-NETWORK「FORCE for the TRUTH of J 4th」 【J-NETWORKスーパーフライ級タイトルマッチ】              | 2010年8月22日  |
| ○    | 薩摩サザ波                     | 3R終了 判定3-0                            | REBELS.3                                                                                           | 2010年7月19日  |
| ○    | マンコンダム・シットワンルニー | 1R KO（右ローキック）                     | スッグ・フェアテックス                                                                             | 2010年5月8日   |
| ○    | 信末小僧                       | 5R終了 判定3-0                            | REBELS.2                                                                                           | 2010年3月21日  |
| ×    | 一戸総太                       | 3R+延長R終了 判定0-3                      | REBELS                                                                                             | 2010年1月23日  |
| ○    | 梅原タカユキ                   | 2R 1:58 TKO（カット）                     | J-NETWORK「GET REAL in J-WORLD FINAL 〜Invading 尚武会〜」                                         | 2009年11月27日 |
| ×    | 関正隆                         | 5R終了 判定0-3                            | M-1 FAIRTEX SINGHA BEER ムエタイチャレンジ2009 Yod Nak Suu vol.2 【M-1スーパーフライ級王座決定戦】 | 2009年6月21日  |
| ○    | 飛燕野嶋                       | 3R終了 判定3-0                            | J-NETWORK「GET REAL in J-WORLD 1st」                                                               | 2009年2月1日   |
| ○    | 上谷晃平                       | 4R 0:54 KO（左ストレート）                | J-NETWORK「Let's Kick with J the 4th」 【J-NETWORKスーパーフライ級暫定王座認定戦】                 | 2008年10月3日  |
| ○    | 割澤誠                         | 2R 0:03 TKO（ドクターストップ：右脛負傷） | J-NETWORK「Let's Kick with J the 3rd」 【J-NETWORKスーパーフライ級次期挑戦者決定戦】               | 2008年6月1日   |
| ○    | 魂叶獅                         | 3R終了 判定3-0                            | J-NETWORK「Let's Kick with J 1st」 【J-NETWORKスーパーフライ級次期挑戦者決定トーナメント 準決勝】  | 2008年2月29日  |
| ×    | 寺戸伸近                       | 3R 1:51 KO（左ローキック）                | 全日本キックボクシング連盟「70's 全日本キック中量級最強決定トーナメント 〜開幕戦〜」               | 2007年11月18日 |
| ○    | 菊地慧                         | 1R 1:46 KO（左肘打ち）                    | 全日本キックボクシング連盟「CUB☆KICK'S-8」                                                         | 2007年10月6日  |
| ○    | 手塚豊                         | 3R終了 判定3-0                            | 全日本キックボクシング連盟「CUB☆KICK'S-7」                                                         | 2007年6月10日  |
| ○    | 新井宗和                       | 3R終了 判定3-0                            | M-1 フレッシュマンズ in 大森                                                                       | 2007年4月8日   |
| ○    | 小野寺紘也                     | 3R終了 判定2-0                            | 全日本キックボクシング連盟「CUB☆KICK'S-5」                                                         | 2007年2月2日   |
| ○    | 前島マルコス                   | 3R終了 判定3-0                            | R.I.S.E. XXXI                                                                                      | 2006年11月26日 |
| ○    | 塚原健                         | 3R終了 判定3-0                            | 全日本キックボクシング連盟「青春塾祭り 〜Naokick's〜」                                             | 2006年10月8日  |

## 獲得タイトル
- 第2代J-NETWORKスーパーフライ級王座（暫定王座→正規王座）
- KAMINARIMON CLIMAX '06 55kg級 優勝